# Biblioteksafgift
Biblioteksafgiften, også kendt som bibliotekspenge, er et udtryk for den sum, som en forfatter får udbetalt årligt for bøger, der er blevet udlånt på de danske biblioteker. I følge Slots- og Kulturstyrelsens egen beskrivelse, så er formålet med afgiften at "(...) støtte forfattere, oversættere, illustratorer, fotografer, billedkunstnere og komponister, hvis værker benyttes på Danmarks folkebiblioteker og folkeskolens pædagogiske læringscentre."
Pengene kommer fra finansloven, hvor der hvert år afsættes et beløb til biblioteksafgiften. Fordelingen af biblioteksafgiften hører under Styrelsen for Bibliotek og Medier under Kulturministeriet.
Lignende ordning findes i de øvrige nordiske lande, men også flere andre lande i verden.

## Udregning af biblioteksafgiften
For at få udbetalt biblioteksafgiften skal man som forfatter selv tilmelde sig ordningen. Udbetalingen udregnes efter et pointsystem, hvor hver side, type af litteratur, antallet af bøger i udlånsbasen, samt placering i fordelingsnøglen udløser point hver især.
Det er en almindelig opfattelse, at bibliotekspengene udregnes på baggrund af, hvor ofte og hvor meget bøgerne udlånes, hvilket er forkert. Udover bøger bliver der også udbetalt bibliotekspenge for grammofonplader, lydbøger, cd'er mv., samt originalkunst, der benyttes til udlån på de danske biblioteker.
Udbetalingen af bibliotekspenge til den enkelte forfatter sker kun, hvis forfatterens beløb er over den fastsatte minimumsgrænse, hvilket i 2017 er på 2.172 kr, men er ændret ved lov så man allerede ved 1.250 kr får udbetaling i 2018. Denne sænkning af minimumsgrænsen kommer særligt de nye forfattere til gode og skal ses som en fordel, mener både Danmarks Biblioteks-forening, samt flere litterære kunstnere.

## Ændring af afgiften gennem tiden
Biblioteksafgiften blev indført i 1946 og den første udbetaling skete i 1947, hvor børnebogsforfatteren Alfred Christian Westergaard lå øverst med den største udbetaling.
Den første tumult om afgiften, man kender til i dansk historie, er fra 1918, hvor forfatteren Thit Jensen stillede krav om at bibliotekerne skulle afkræve en afgift, for de bøger de lånte ud, da folk kunne låne bøger gratis og dermed ikke behøvede at købe dem. Hun mente at med en indførelse af en afgift, ville forfatterne blive kompenseret for deres tab. Hun vandt efterfølgende en sag i Højesteret mod en række biblioteker, der havde indkøbt hendes bog og ikke givet hende penge, trods hun havde krævet at få betaling for denne tjeneste.
I 1998 indgik kulturministeren et forlig med forfatterforeningerne om biblioteksafgiften, og oprettede i samme forbindelse en pulje på 200.000 kr. til fremmedsprogede forfattere, der har udøvet en særlig litterær indsats for den danske kultur.
På baggrund af en rapport fra udvalget om biblioteksafgiften fra maj 2015, kom der i 2017 et lovforslag om ændring af biblioteksafgiften, så den nu ville tage højde for det stigende antal af e-bøger, der findes til udlån på de danske biblioteker. Forslaget er at det skal indrulles med en stigende procentsats om en årrække, indtil det i 2022 afspejler fordelingen af fysiske bøger i forhold til e-bøger i udlånsbaserne.